# Karl Heinrich Reddehase
Karl Heinrich Reddehase (* 3. Mai 1893 in Essen; † 11. Oktober 1946 in Hameln) war ein verurteilter Kriegsverbrecher. Er war Leiter des KZ-Außenlagers Hambühren und im zweiten Bergen-Belsen-Prozess zum Tode verurteilt und hingerichtet.

## Leben
Karl Heinrich Reddehase beantragte am 5. Juli 1937 die Aufnahme in die NSDAP und wurde rückwirkend zum 1. Mai desselben Jahres aufgenommen (Mitgliedsnummer 4.472.492), 1939 schloss er sich der SS als Oberscharführer an. Seine erste Verwendung führte ihn nach Mauthausen, wo er der Lagerwache angehörte. Im Jahr 1944 wurde Reddehase in das KZ Bergen-Belsen versetzt und übernahm das Außenkommando Waldeslust in Hambühren mit ca. 400 weiblichen Häftlingen.

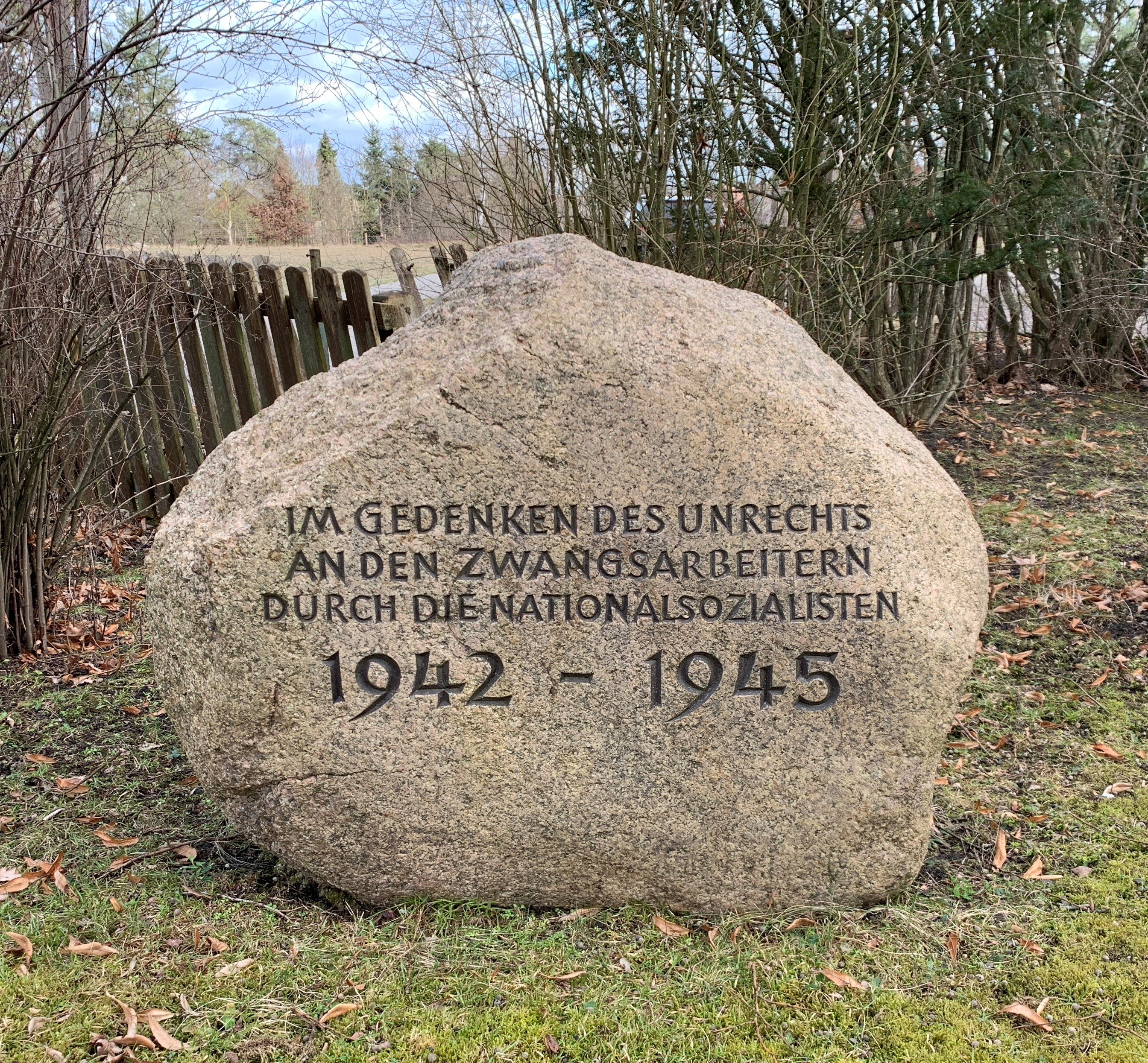
Gedenkstein an der Oldauer Straße in Hambühren/Ovelgönne

Am 4. Februar 1945 wurde das KZ-Außenlager Hambühren aufgelöst und die Frauen wurden zu Fuß in das Stammlager Bergen-Belsen verlegt. Reddehase übernahm in Bergen-Belsen die Kontrolle über ein internes Arbeitskommando. Er verließ Bergen-Belsen vor der Befreiung, wurde jedoch nach kurzer Zeit von der britischen Armee in Haft genommen.
Im zweiten Belsen-Prozess, vom 16. Mai bis 30. Juni 1946, wurde Reddehase wegen Misshandlung und Mord angeklagt. In einem schriftlichen Vernehmungsprotokoll gab er an: „Im August 1944 übernahm ich das Kommando über das Arbeitslager Hambüren/Waldeslust. Das Lager hatte 400 polnische und deutsche Jüdinnen. Ich war für ihre Arbeit und allgemeine Behandlung verantwortlich. Die Häftlinge wurden unter meinem Kommando menschlich behandelt und waren gut versorgt. Sie mussten aufräumen. Das Essen war gut. Außer dass jemand hinter den Ohren geschoren wurde, wurde niemand geschlagen. Wenn sich jemand schlecht benahm, war die Strafe einfach eine Kürzung der Rationen. [...] Im Februar 1945 brachte ich meine Häftlinge in das KZ Belsen und übernahm die Kontrolle über ihre Arbeit bis Mitte April 1945.“ Die sich nicht widersprechenden Aussagen von Zeugen aus dem Außenlager Hambühren, wie Reddehase mehrfach Häftlinge misshandelte, überführten ihn schlussendlich. Reddehase wurde im 2. Belsen-Prozess am 16. Mai 1946 vom britischen Militärgericht in Celle zum Tode verurteilt. Das Urteil wurde am 11. Oktober 1946 in Hameln vollstreckt.

„Unter dem Stichwort „Justiz“ kam nicht nur das 1946 in Hameln vollstreckte Todesurteil gegen den Kommandanten des Ovelgönner KZ-Außenlagers, Karl Heinrich Reddehase, zur Sprache, sondern auch von dessen Umgang mit seinen kleinen Kindern in unmittelbarer Nachbarschaft der Baracken wurde erzählt. Schon Zweijährigen brachte er das Marschieren im Gleichschritt bei, den korrekt ausgeführten Hitler-Gruß sowieso.“